# Klęczkowo (województwo warmińsko-mazurskie)
Klęczkowo (niem. Klenzkau) – wieś w Polsce położona w województwie warmińsko-mazurskim, w powiecie działdowskim, w gminie Działdowo.
W latach 1954–1957 wieś należała i była siedzibą władz gromady Klęczkowo, po jej zniesieniu w gromadzie Burkat. W latach 1975–1998 miejscowość administracyjnie należała do województwa ciechanowskiego.